# Equivalência formal e dinâmica
Equivalência dinâmica e equivalência formal são duas abordagens à tradução. A equivalência dinâmica (também conhecida como equivalência funcional) tenta transmitir o pensamento, expressado em um texto fonte (se necessário, ao custo da literalidade, original ordem das palavras, voz gramatical do texto fonte, etc), enquanto as tentativas de equivalência formal tentam tornar o texto, palavra por palavra (se necessário, à custa dos recursos naturais de expressão na língua-alvo). As duas abordagens representam ênfase, respectivamente, na leitura e fidelidade literal para o texto original. Há, no entanto, na realidade, nenhuma fronteira nítida entre a equivalência dinâmica e formal. Em termos gerais, as duas representam um aspectro de abordagens de tradução.
Os termos "equivalência dinâmica" e "equivalência formal" estão associados com o tradutor Eugene Nida, e foram originalmente cunhados para descrever as formas de traduzir a Bíblia, mas as duas abordagens são aplicáveis a qualquer tradução.

## Teoria e prática
Porque equivalência dinâmica evita a estrita adesão à estrutura gramatical do texto original em prol de uma prestação mais natural na língua-alvo, muitas vezes é utilizada quando a legibilidade da tradução é mais importante que a preservação da estrutura gramatical original. Assim, o original pode ser traduzido com uma maior utilização da equivalência dinâmica para que ele possa ser lido melhor, enquanto na diplomacia ou, em alguns ambientes de negócios as pessoas podem insistir na equivalência formal, porque eles acreditam que a fidelidade à estrutura gramatical da linguagem é igual a maior precisão.
Equivalência formal é muitas vezes mais objetiva do que a realidade, mesmo porque uma língua pode conter uma palavra para um conceito que não tem equivalente direto em outro idioma. Nesses casos, uma tradução mais dinâmica pode ser usada ou um neologismo pode ser criado na língua-alvo para representar o conceito (às vezes por empréstimo de uma palavra do idioma de origem).
Quanto mais o idioma de origem é diferente da língua-alvo, fica mais difícil entender uma tradução literal. Por outro lado, a equivalência formal pode, por vezes permitir que os leitores familiarizados com o idioma de origem vejam como o significado foi expresso no texto original, preservando o idioma, dispositivos de retórica (como a estrutura quiástica na Bíblia Hebraica) e dicção.

## Tradução da Bíblia
O conceito de equivalência dinâmica, aplicado a tradução da Bíblia, foi desenvolvido especialmente pelo linguista Eugene A. Nida.
Tradutores da Bíblia tem tomado várias abordagens na língua portuguesa, que vão desde um uso extremo do uso formal de equivalência, ao extremo da equivalência dinâmica.
Equivalência formal
- King James Fiel - a tradução do rei James de 1611, lançada em Janeiro de 2017 em português no Brasil.
- Almeida Corrigida Fiel
- Almeida Revista e Corrigida
- Almeida Revisada Segundo os Melhores Textos
- Novo Testamento de Fridolin Janzen

Um equilíbrio entre equivalência formal e dinâmica
- Almeida Revista e Atualizada
- Almeida Edição Contemporânea
- Almeida Século 21
- Tradução Ecumênica da Bíblia

Equivalência dinâmica
- Bíblia de Jerusalém
- Bíblia do Peregrino
- Nova Versão Internacional
- Nova Tradução na Linguagem de Hoje

Paráfrase
- Bíblia Viva
- Bíblia A Mensagem